# Lâm mạo lá mập
Lâm mạo lá mập hay lâm mạo (danh pháp khoa học: Neoalsomitra sarcophylla) là một loài thực vật có hoa trong họ Cucurbitaceae. Loài này được Nathaniel Wallich mô tả khoa học đầu tiên năm 1831 dưới danh pháp Zanonia sarcophylla. Năm 1942, John Hutchinson chuyển nó sang chi Neoalsomitra.

## Phân bố
Loài dây leo này là bản địa khu vực nhiệt đới và cận nhiệt đới Nam Á và Đông Nam Á, bao gồm Bangladesh, Campuchia, Indonesia (quần đảo Sunda Nhỏ và Sulawesi), Lào, Myanmar, Philippines, Thái Lan, miền nam Trung Quốc, Việt Nam; du nhập vào Trinidad và Tobago.